# Mark Gordon
Mark N. Gordon (* 10. Oktober 1956 in Newport News, Virginia) ist ein US-amerikanischer Filmproduzent und Präsident der Producers Guild of America.

## Leben
Gordon studierte an der Tisch School of the Arts, einer von 15 Hochschulen, die der New York University zugeordnet sind. Er begann seine Laufbahn als Produzent in den 1980er Jahren mit Filmen wie How to Be a Perfect Person in Just Three Days. Bisher war er an mehr als 70 Produktionen beteiligt. Zu seinem wohl größten Erfolge als Produzent zählt der Film Der Soldat James Ryan, für den er 1999 eine Oscar-Nominierung für den Besten Film erhielt.
In den 2000er Jahren wandte sich Gordon auch dem Fernsehen zu. Er war und ist als Ausführender Produzent an mehreren Serien beteiligt, darunter Grey’s Anatomy, Army Wives sowie Private Practice. Zudem wirkte er an einigen Fernsehfilmen mit.
Gordon war von 1997 bis 2003 mit Karen Villeneuve verheiratet. Seit 2011 führt er eine Ehe mit Sally Whitehill.

## Filmografie (Auswahl)

### Als Produzent
- 1987: CBS Summer Playhouse (Fernsehserie, Episode 1x06)
- 1990: Der Unglücksritter (Opportunity Knocks)
- 1992: Spuren von Rot (Traces of Red)
- 1993: Swing Kids
- 1994: Speed
- 1997: Das Relikt (The Relic)
- 1998: Paulie – Ein Plappermaul macht seinen Weg (Paulie)
- 1998: Hard Rain
- 1998: Der Soldat James Ryan (Saving Private Ryan)
- 2000: Der Patriot (The Patriot)
- 2004: The Day After Tomorrow
- 2005: Couchgeflüster – Die erste therapeutische Liebeskomödie (Prime)
- 2005: Hostage – Entführt (Hostage)
- 2006: The Hoax
- 2007: Talk to Me
- 2008: 10.000 B.C.
- 2009: Zwölf Runden (12 Rounds)
- 2009: 2012
- 2011: Source Code
- 2013: Die To-Do Liste (The To Do List)
- 2015: Steve Jobs
- 2016: War Dogs
- 2017: Sand Castle
- 2017: Mord im Orient Express (Murder on the Orient Express)
- 2017: Molly’s Game – Alles auf eine Karte (Molly’s Game)
- 2018: Der Nussknacker und die vier Reiche (The Nutcracker and the Four Realms)
- 2021: Die in a Gunfight
- 2021: Come from Away

### Als Executive Producer
- seit 2005: Grey’s Anatomy (Fernsehserie)
- 2005–2020: Criminal Minds (Fernsehserie)
- 2007–2009: Reaper – Ein teuflischer Job (Reaper, Fernsehserie)
- 2007–2013: Private Practice (Fernsehserie)
- 2007–2013: Army Wives (Fernsehserie)
- 2013–2016: Ray Donovan (Fernsehserie)
- 2015–2018: Quantico (Fernsehserie)
- 2016–2018: Designated Survivor (Fernsehserie)
- seit 2018: The Rookie (Fernsehserie)
- 2022: Tod auf dem Nil (Death on the Nile)